# Коронавірусна хвороба 2019 у Північній Македонії
Коронавірусна хвороба 2019 у Північній Македонії — розповсюдження вірусу територією Північної Македонії.

## Перебіг подій

### 2020
26 лютого в країні підтверджено перший випадок, захворіла 50-річна жінка в Скоп'є, що повернулась з Італії. Її було ізольовано одразу після повернення.
6 березня було підтверджено ще два випадки: подружжя з Баланци та Центр Жупа, що живуть в італійській Брешії. Вони в'їхали до Північної Македонії 27 лютого і 2 березня звернулися до клініки в Дебарі.
9 березня кількість заражених людей в країні зросла до 7 — серед заражених опинились троє членів сім'ї, що виявилась хворою 6 березня. Ще одна хвора — Ніна Кака Більяновська, директор Клініки шкірних захворювань у Скоп'є. Ніна після повернення з Італії продовжувала працювати й виступала на конференції, в якій взяли участь 100 людей, перш ніж пройти тестування. Згодом міністр охорони здоров'я звільнили її з посади.
10 березня, після офіційного запиту мера Дебару та суперечки щодо Біляновської, Міністерство охорони здоров'я запровадило в місті тимчасовий двотижневий карантин, було закрито всі навчальні заклади (від дитячих садків до університетів), заборонено їздити до найзараженіших країн (Китай, Корея, Італія, Франція, Німеччина тощо), заборонено всі громадські заходи та скасовано спортивні події.
11 березня виявлено ще два випадки.
13 березня зареєстровано чотири нових випадки, уряд оголосив надзвичайний стан у муніципалітетах Дебар та Центр Жупа. Було заборонено будь-який рух всередині та поза карантинними зонами. Пізніше президент Стево Пендаровський ухвалив рішення про залучення армії до постраждалих районів у Дебарі та Центрі Жупа.
14 березня виявлено 6 хворих (5 з Дебара та один зі Скоп'є), які повернулись із поїздки до Барселони, Іспанія.
17 березня було підтверджено нові позитивні випадки.
18 березня — 4 нові випадки, громадяни, які повернулись із Бельгії. Прем'єр-міністр Олівер Спасовський заявив, що уряд вперше розглядає питання про надзвичайний стан. Надзвичайний стан було оголошено президентом пізніше того ж дня. Пізніше того дня ще 7 людей виявились хворими.
19 березня було підтверджено 6 нових випадків: 3 у Дебарі, 1 у Скоп'є, 1 у Гостиварі та 1 у Штипі
20 березня — 19 нових справ, усі в Скоп'є, пізніше того ж дня ще 9 виявились хворими (у Скоп'є та подружжя пара в Кавадарці).
21 березня — 9 нових випадків.
22 березня — 29 нових випадків, в країні зафіксовано перший летальний випадок — померла 57-річна жінка з Куманово, запроваджено комендантську годину з 21:00 до 6:00.
23 березня — 22 нові випадки: 15 у Скоп'є, 4 у Дебарі, 2 Куманово та 1 в Охриді, того ж дня стався другий лательний випадок: 63-річний чоловік з Дебару, госпіталізований 17 березня.
24 березня було підтверджено 12 нових випадків.
25 березня — 29 нових випадків: 20 у Скоп'є та 3 у Куманові, 3 у Велесі, 2 у Прилепі та 1 у Дебарі.
26 березня — зареєстровано 24 нові випадки, 27 березня — 18 нових, 28 березня — 22 випадки.ї
31 березня Міністерство охорони здоров'я оголосило про 44 нові випадки, до цього дня було зроблено 3,518 тестів.
1 квітня МОЗ оголосило про 25 нових випадків, 2 квітня — 30 нових випадків, 3 квітня — 46, 4 квітня — 53 випадки, 5 квітня — 72 нові випадки.
6 квітня зареєстровано 15 випадків. У країні посилено комендантську годину, заборона виходити з дому діятиме з 16:00 до 05:00.
26 червня Північна Македонія відкрила кордони, а з 1 липня заплановано відновивлення авіасполучення. Так, заплановано відкриття аеропортів у Скоп'є і в Охриді.

### 2021
17 лютого було почато вакцинацію, країна отримала 4,5 тис. доз вакцини Pfizer із Сербії.
У вересні в місті Тетово сталася пожежа у лівкарні для хворих на COVID, жертвами стали 14 осіб. 11 вересня Міністр охорони здоров'я країни Венко Філіпче, його заступник Ілір Хасані та два керівники лікарні подали у відставку.

## Статистика

### Кількість інфікувань
| \|\| | |
|      | На цьому місці має відображатися графік чи діаграма, однак з технічних причин його відображення наразі вимкнено. Будь ласка, не видаляйте код, який викликає це повідомлення. Розробники вже працюють для того, щоби відновити штатне функціонування цього графіка або діаграми. |

### Летальні випадки
| \|\| | |
|      | На цьому місці має відображатися графік чи діаграма, однак з технічних причин його відображення наразі вимкнено. Будь ласка, не видаляйте код, який викликає це повідомлення. Розробники вже працюють для того, щоби відновити штатне функціонування цього графіка або діаграми. |

### Одужалі
| \|\| | |
|      | На цьому місці має відображатися графік чи діаграма, однак з технічних причин його відображення наразі вимкнено. Будь ласка, не видаляйте код, який викликає це повідомлення. Розробники вже працюють для того, щоби відновити штатне функціонування цього графіка або діаграми. |

### Демографія
| Вік                                                                           | Вік      | Смерті   | Смерті | Смерті |
| Вік                                                                           | Вік      | Чоловіки | Жінки  | Усього |
| ----------------------------------------------------------------------------- | -------- | -------- | ------ | ------ |
| Вік                                                                           | 90+      | 6        | 0      | 6      |
| Вік                                                                           | 80-89    | 47       | 11     | 58     |
| Вік                                                                           | 70-79    | 113      | 40     | 153    |
| Вік                                                                           | 60-69    | 140      | 37     | 177    |
| Вік                                                                           | 50-59    | 66       | 23     | 89     |
| Вік                                                                           | 40-49    | 27       | 11     | 38     |
| Вік                                                                           | 30-39    | 6        | 1      | 7      |
| Вік                                                                           | 20-29    | 4        | 1      | 5      |
| Вік                                                                           | 10-19    | 0        | 0      | 0      |
| Вік                                                                           | 0-9      | 1        | 0      | 1      |
| Вік                                                                           | невідомо |          |        | 45     |
| Усього                                                                        | Усього   | 410      | 124    | 578    |
| Джерело: Stats in N. Macedonia [Архівовано 24 квітня 2020 у Wayback Machine.] |          |          |        |        |

### Тестування

#### Кількість тестувань і позитивних результатів
| На цьому місці має відображатися графік чи діаграма, однак з технічних причин його відображення наразі вимкнено. Будь ласка, не видаляйте код, який викликає це повідомлення. Розробники вже працюють для того, щоби відновити штатне функціонування цього графіка або діаграми. | |
| | На цьому місці має відображатися графік чи діаграма, однак з технічних причин його відображення наразі вимкнено. Будь ласка, не видаляйте код, який викликає це повідомлення. Розробники вже працюють для того, щоби відновити штатне функціонування цього графіка або діаграми. |

| На цьому місці має відображатися графік чи діаграма, однак з технічних причин його відображення наразі вимкнено. Будь ласка, не видаляйте код, який викликає це повідомлення. Розробники вже працюють для того, щоби відновити штатне функціонування цього графіка або діаграми. | |
| | На цьому місці має відображатися графік чи діаграма, однак з технічних причин його відображення наразі вимкнено. Будь ласка, не видаляйте код, який викликає це повідомлення. Розробники вже працюють для того, щоби відновити штатне функціонування цього графіка або діаграми. |